# Base aérea de Rayak

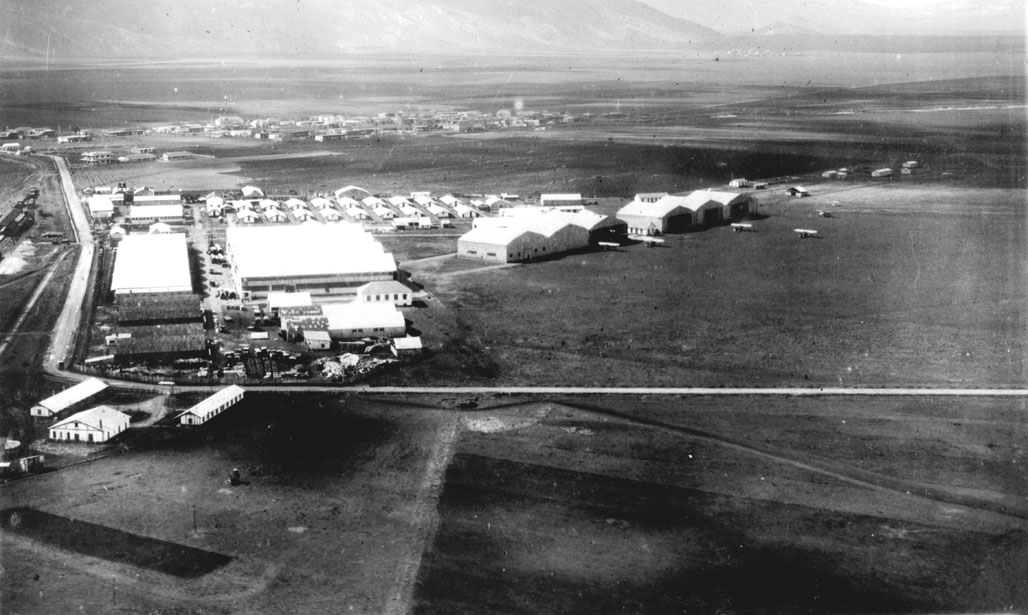
Base aérea de Rayak

A Base aérea de Rayak (ICAO: OLRA) é a principal base aérea no Líbano, situado nas imediações da cidade de Rayak. Foi nesta base aérea que a Força Aérea do Líbano foi fundada, no dia 1 de Junho de 1949. Localizada aproximadamente no meio do Líbano, simboliza o poder da força aérea e o que ela tem de melhor, é a casa da maior parte das aeronaves do ramo aéreo libanês, e também serve como cemitério de aviões.
Este local foi usado ao longo de todo o século XX por vários países, incluindo a Alemanha (que o construiu e fundou), o Império Otomano, o Reino Unido e a França.